# Asadi Tusi
Abu Mansur Ali ibn Ahmad Asadi Tusi (altă variantă: Abu Nasr ʿAlī ibn Ahmad Asadī Tūsī) (în persană: ابونصر علي بن احمد اسدي طوسي) (n.c. 1012, Tus, Khorasan, Iran - d. 1072/1075?, Tabriz) a fost un poet și lexicograf persan.

## Opera
- Cartea lui Garshāsp ("Garshāsp-nāmé") - scriere epică;
- Lexicografia Persiei ("Loghat-e Fors") - cel mai vechi dicționar al limbii persane.